# Richthofen's War
Richthofen´s War, é um jogo de tabuleiro, de guerra aérea de nível tático produzido pela Avalon Hill em 1972. Contém cenários de combate aéreo da Primeira Guerra Mundial. Cada jogador, controla um aeroplano e tenta manobrar para vencer seu oponente, marcando vitórias em busca do almejado título de Ás. O jogo provê 32 tipos diferentes de aviões com cerca de 1200 combinações possíveis de combates aéreos.